# Park Beyond
Park Beyond est un jeu vidéo de simulation de construction et de gestion développé par Limbic Entertainment et publié par Bandai Namco Entertainment. Le jeu est sorti sur Microsoft Windows, PlayStation 5 et Xbox Series le 16 juin 2023.

## Système de jeu
Park Beyond est un jeu vidéo de simulation de construction et de gestion dans lequel le joueur peut construire ses propres parcs d'attractions à thème. Dans ce jeu, le joueur doit construire, concevoir et gérer divers manèges et montagnes russes en tant qu'attractions principales du parc, ainsi que d'autres installations telles que des magasins et des restaurants. Ces installations peuvent être largement personnalisées. Park Beyond introduit l'idée d'« impossification », qui permet aux joueurs de construire des manèges qui défient la physique et la gravité. Ces manèges génèrent une ressource nommée Amazement. Avec suffisamment d'Amazement, les joueurs pourront rechercher de nouvelles façons d'« impossifier » leurs attractions. Les joueurs, en tant que gestionnaires de parc, doivent également garder un œil sur les tendances sociales pour s'assurer que leurs attractions attireront les visiteurs dans le parc.
Les joueurs rencontreront différents conseillers dans le jeu, qui présenteront au joueur différents problèmes. Par exemple, une attraction imaginative proposée par un conseiller peut être examinée par un autre parce qu'elle n'est peut-être pas réalisable financièrement. Les joueurs doivent faire face à ces dilemmes et prendre des décisions régulièrement. Le joueur participera également à des réunions au cours desquelles il expliquera au conseil d'administration du parc ses projets pour le parc.

## Développement
Park Beyond est actuellement développé par le studio de développement allemand Limbic Entertainment. Après avoir travaillé sur Tropico 6 (2019) pendant quatre ans, l'équipe a voulu créer quelque chose de nouveau, et deux passionnés de parcs à thème ont présenté à la direction l'idée de créer un simulateur de parc à thème. Selon le PDG de Limbic, Stephan Winter, le pitch a été bien accueilli par l'équipe car il était « assez frais pour exciter tout le monde », et qu'ils ont pu « transférer beaucoup de savoir-faire » du travail sur un jeu de construction de ville à un jeu de simulation de parc à thème. Alors que l'équipe a introduit l'idée d'« impossification », elle voulait toujours que le jeu soit « ancré dans la réalité » et « crédible ».
Le jeu a été annoncé par Limbic Entertainment et l'éditeur Bandai Namco Entertainment à la Gamescom 2021. Bandai Namco est devenu actionnaire majoritaire de Limbic Entertainment en octobre 2022. Initialement prévu pour une sortie en 2022, le jeu est sorti le 16 juin 2023 pour Microsoft Windows, PlayStation 5 et Xbox Series.